# ヨジェ・プレチニック

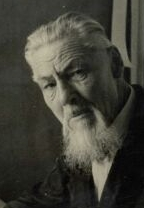
ヨジェ・プレチニック

ヨジェ・プレチニック（Jože Plečnik、1872年1月23日 - 1957年1月7日）はスロベニア出身の建築家・都市計画家。リュブリャーナ生まれ。オットー・ワーグナーの下で働いたのち、ウィーン、ベオグラード、プラハ、リュブリャナで活動した。リュブリャーナの都市計画をはじめ、スロベニアに多くの作品を遺した。

## 経歴
1872年スロベニア（当時オーストリア＝ハンガリー帝国）のリュブリャナに生まれた。父親は家具職人で、家業を継ぐべくオーストリア・グラーツのギムナジウム、その後工芸学校に進学するが、そこで新環状道路計画の補助として参画することになる。
1892年、父が亡くなり、ウィーンに移る。1894年から1897年にかけてオットー・ワーグナーの下で学び、卒業後はワーグナーの主宰する設計事務所で働き、ウィーン分離派とも関わった。
その後ウィーンで数年間建築の室内装飾と家具デザインなどを多く手がける。
1900年に独立。1910年までウィーンで活動し、ツァッヘル・ハウスなどを設計した。1911年から活動場所をプラハに移し、プラハ工芸学校の講師に転進。その後プラハ城と大統領府の修築に関わることにもなる。10年ほど滞在した後、母国のスロベニアに戻った。スロベニアでは建築家、都市計画家として首都リュブリャナで活動した。
後年、その功績を讃えられ、500トラール紙幣の肖像になった。2021年に三本橋やスロヴェニア国立大学図書館などリュブリャナにある一連の作品が「リュブリャナのヨジェ・プレチニック作品群 人を中心とした都市計画」として世界文化遺産に登録された。

## 主な仕事

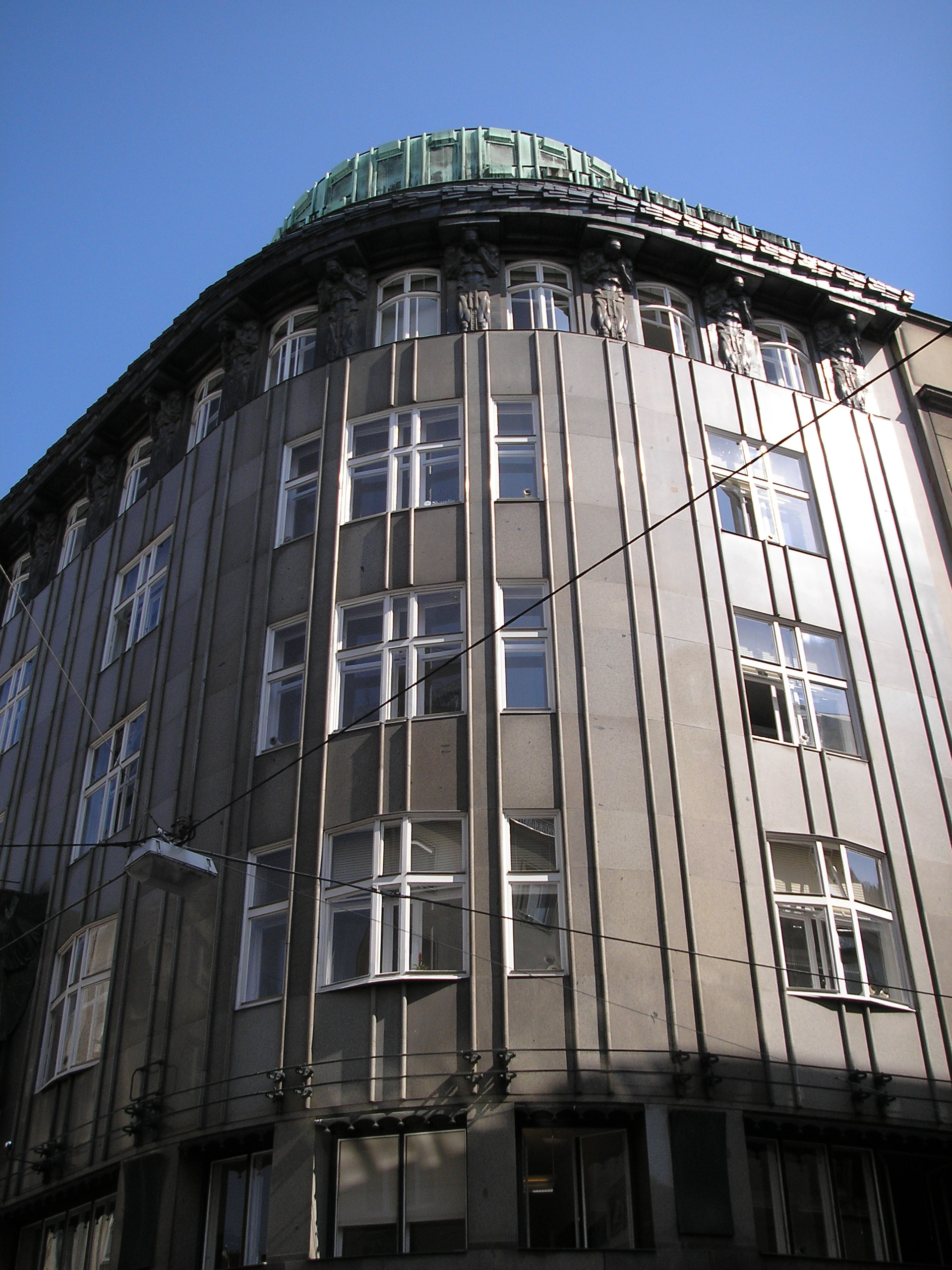
ツァッヘル・ハウス

- 1905年　ツァッヘル・ハウス Zacherlhaus（ウィーン）
- 1932年　聖心教会Kostel Nejsvětějšího Srdce Páně（プラハ）
- 1932年　三本橋（リュブリャナ）
- 1939年　聖ミハエラ教会 Cerkev sv. Mihaela na Barju
- 1941年　スロヴェニア国立大学図書館（リュブリャナ）
- 1942年　リュブリャナ中央市場（リュブリャナ）
- 1947年　議事堂計画案 Katedrala svobode：スロベニアの10ユーロセント硬貨に採用されている。